# Cedrela oaxacensis
Cedrela oaxacensis là một loài thực vật có hoa trong họ Meliaceae. Loài này được C.DC. & Rose mô tả khoa học đầu tiên năm 1899.